# El fondo del mar
El fondo del mar è un film del 2003 diretto da Damián Szifrón.